# Каменка (приток Ольшанки)
Каменка — овраг с пересыхающей рекой России, на территории Аркадакского и Балашовского районов Саратовской области. Длина реки — 24 км, площадь водосборного бассейна — 112 км².
Начинается в прудах юго-восточнее села Новосельское (пруд Средний и маленький безымянный пруд рядом), течёт в северо-западном направлении через село Ленино. Устье реки находится в 17 км по левому берегу реки Ольшанка, которую Каменка образует, сливаясь с Грачевкой.

## Данные водного реестра
По данным государственного водного реестра России относится к Донскому бассейновому округу, водохозяйственный участок реки — Хопёр от истока до впадения реки Ворона, речной подбассейн реки — Хопер. Речной бассейн реки — Дон (российская часть бассейна).
Код объекта в государственном водном реестре — 05010200112107000005889.